# Jorge Pellicer
Jorge Alberto Pellicer Barceló (* 7. Februar 1966 in Santiago) ist ein ehemaliger chilenischer Fußballspieler und -trainer. Der Mittelfeldspieler gewann als Trainer zweimal die chilenische Meisterschaft.

## Karriere

### Verein
Jorge Pellicer debütierte im Profifußball bei Audax Italiano, für das er sieben Jahre lang spielte. Mit dem Verein stieg der Mittelfeldspieler 1986 aus der Primera División ab. 1991 wechselte Pellicer zu Deportes Temuco, mit denen er Meister der Primera B wurde. 1992 spielte Pellicer bei Unión Española und holte mit dem Klub spanischer Einwanderers die Copa Chile. Danach beendete Pellicer nach einer schweren Hepatitis-Erkrankung seine aktive Karriere im Alter von 26 Jahren.

### Trainer
Seine ersten Erfahrungen als Trainer machte Jorge Pellicer bei Schulteams wie dem Colegio Alemán de Santiago. Später wurde er Jugendtrainer bei Universidad Católica und nach der Entlassung von Oscar Garré 2004 zum Cheftrainer der Profimannschaft befördert. Unter seiner Regie wurden die Cruzados Meister der Clausura 2005 und erreichten das Halbfinale der Copa Sudamericana 2005, in dem das Team aus Chile gegen den späteren Sieger Boca Juniors ausschied. 
2006 wurde Pellicer wegen schlechter Ergebnisse entlassen und ging nach Venezuela zum UA Maracaibo. Mit dem Klub gewann er die Clausura 2006/07, verpasste aber die Jahresmeisterschaft im Finale gegen FC Caracas mit 0:1 im Gesamtergebnis nach Hin- und Rückspiel. 2008 wurde er wegen Erfolglosigkeit entlassen.
Noch im selben Jahr wurde Pellicer bei Universidad de Concepción als neuer Trainer vorgestellt. Mit dem Klub gewann er die Copa Chile 2008 durch einen 2:1-Finalsieg gegen Deportes Ovalle. Im Oktober 2010 wurde er entlassen. Bei der nächstes Station Deportes Iquique ersetzte Pellicer während der Apertura 2011 Víctor Sarabia, trat aber selbst nach drei Niederlagen zu Beginn der Clausura zurück.
Nach nur wenigen Wochen ohne Trainerjob wurde er beim CD Huachipato als Nachfolger von Arturo Salah vorgestellt. Salah war zurückgetreten, weil er unerlaubterweise sechs ausländische Spieler auf den Platz gestellt hatte. Mit Huachipato gewann Pellicer die Meisterschaft der Clausura 2012. Für den Klub war es der erste Meistertitel nach 38 Jahren. Erstmals nach sieben Jahren gewann wieder ein chilenischer Trainer den Titel. Nach einer schlechten Apertura 2013 musste Pellicer den Klub wieder verlassen.
Im Mai 2014 wurde Pellicer neuer Trainer bei Audax Italiano. Dort blieb er bis August 2016. Nach einer längeren Pause auf der Trainerbank übernahm der Meistertrainer von 2012 im Februar 2021 Unión Española, wo er nach rund drei Monaten nach nur einem Sieg aus neun Ligaspielen entlassen wurde.

## Erfolge

### Spieler
Deportes Temuco
- Meister der Primera B: 1991

Unión Española
- Chilenischer Pokalsieger: 1992

### Trainer
Universidad Católica
- Chilenischer Meister: 2005-C

UA Maracaibo
- Venezolanischer Meister: 2006/07-C

Universidad de Concepción
- Chilenischer Pokalsieger: 2008

Huachipato
- Chilenischer Meister: 2012-C